# Троїца (Сафоновський район)
Троїца (рос. Троица) — присілок Сафоновського району Смоленської області Росії. Входить до складу Беленінського сільського поселення.
Населення — 32 особи (2007 рік). 